# Sabine Rumpf
Sabine Rumpf (* 18. März 1983 in Wiesbaden) ist eine deutsche Diskuswerferin.
Sabine Rumpf begann schon früh mit dem Diskuswurf und startet für die LSG Goldener Grund, der sie seit Geburt angehört. Sie wird seit 1998 von ihrem Schwager Martin Rumpf gemeinsam mit Julia Bremser in Selters trainiert. Als Jugendliche und Juniorin erzielte Rumpf beachtliche Erfolge, sie war im Jahr 2002 Deutsche Jugendmeisterin und Vierte bei den Juniorenweltmeisterschaften, 2003 wurde sie Siebte bei den  Junioreneuropameisterschaften. 2005 erreichte sie als Deutsche Juniorenmeisterin des Jahres den sechsten Rang bei den Deutschen Meisterschaften der Frauen. Der größte Erfolg 2005 war der Sieg bei den Leichtathletik-U23-Europameisterschaften in Erfurt mit 60,75 m vor der Russin Darja Pischtschalnikowa. Im Folgejahr gewann Rumpf bei den Deutschen Hochschulmeisterschaften, sie blieb aber bei einer Bestweite von 57,72 m, auch 2007 standen nur 55,76 m für sie zu Buche.
Im Jahr 2008 übertraf sie wieder die 60-Meter-Marke, beim Sportfest in Wiesbaden verbesserte sie ihre persönliche Bestleistung auf 61,81 m, dies war deutsche Jahresbestleistung. Zum ersten Mal erkämpfte sie sich bei den Deutschen Meisterschaften den Titel. Nachdem 2009 etwas weniger erfolgreich war – eine Blinddarmoperation warf sie im Trainingsplan zurück, schaffte sie 2010 eine weitere Steigerung ihrer Bestleistung. Sie warf bei den Deutschen Meisterschaften in Braunschweig 62,21 m und führte die Konkurrenz bis zum fünften Versuch an. Die Weltjahresbeste Nadine Müller konterte jedoch und verwies Rumpf auf Platz zwei. Zuvor hatte Rumpf schon die Qualifikationsnorm für die Leichtathletik-Europameisterschaften 2010 bei einem Sportfest in Eppstein mit 60,56 m übertroffen und wurde vom DLV für die Europameisterschaften in Barcelona nominiert, wo sie mit einer Weite von 58,89 m den siebten Platz belegte.
Sabine Rumpf war von 2008 bis 2012 in der Sportfördergruppe der Hessischen Polizei und ist seit Januar 2013 Polizeikommissarin.